# Southwest Airlines
Southwest Airlines Co. é uma das maiores linhas aéreas dos Estados Unidos. Sua sede fica na cidade de Dallas, no Texas, e é a maior companhia aérea de baixo custo do mundo.
A companhia aérea foi fundada em 15 de março de 1967 por Herb Kelleher como Air Southwest Co. e adotou seu nome atual, Southwest Airlines Co., em 1971, quando começou a operar como uma companhia aérea intra-estadual inteiramente dentro do estado do Texas, voando pela primeira vez entre Dallas, Houston e San Antonio. A companhia aérea tem mais de 60.000 funcionários e opera cerca de 4.000 partidas por dia durante a alta temporada.
Em 2018, a Southwest transportava a maioria dos passageiros domésticos de qualquer companhia aérea dos Estados Unidos. A companhia aérea tem voos regulares para 103 destinos nos Estados Unidos e dez países adicionais.
Em 2022, a empresa figurou no 234º lugar entre as 500 maiores empresas dos EUA, da Revista Fortune.

## História
A Southwest Airlines foi fundada em 1966 por Herbert Kelleher e Rollin King, e em 1967 foi incorporada como Air Southwest Co. Três outras companhias aéreas tomaram medidas legais para tentar impedir a empresa de sua estratégia planejada de reduzir seus preços voando apenas dentro do Texas e estando assim isento de vários regulamentos. Os processos foram resolvidos em 1970, e em 1971 a companhia aérea começou a operar voos regulares entre o Aeroporto de Dallas Love Field e Houston e entre Love Field e San Antonio, e adotou o nome Southwest Airlines Co. Em 1975, a Southwest começou a operar voos para várias cidades adicionais dentro do Texas, e em 1979 começou a voar para estados adjacentes. O atendimento ao Leste e Sudeste teve início na década de 1990.

## Frota

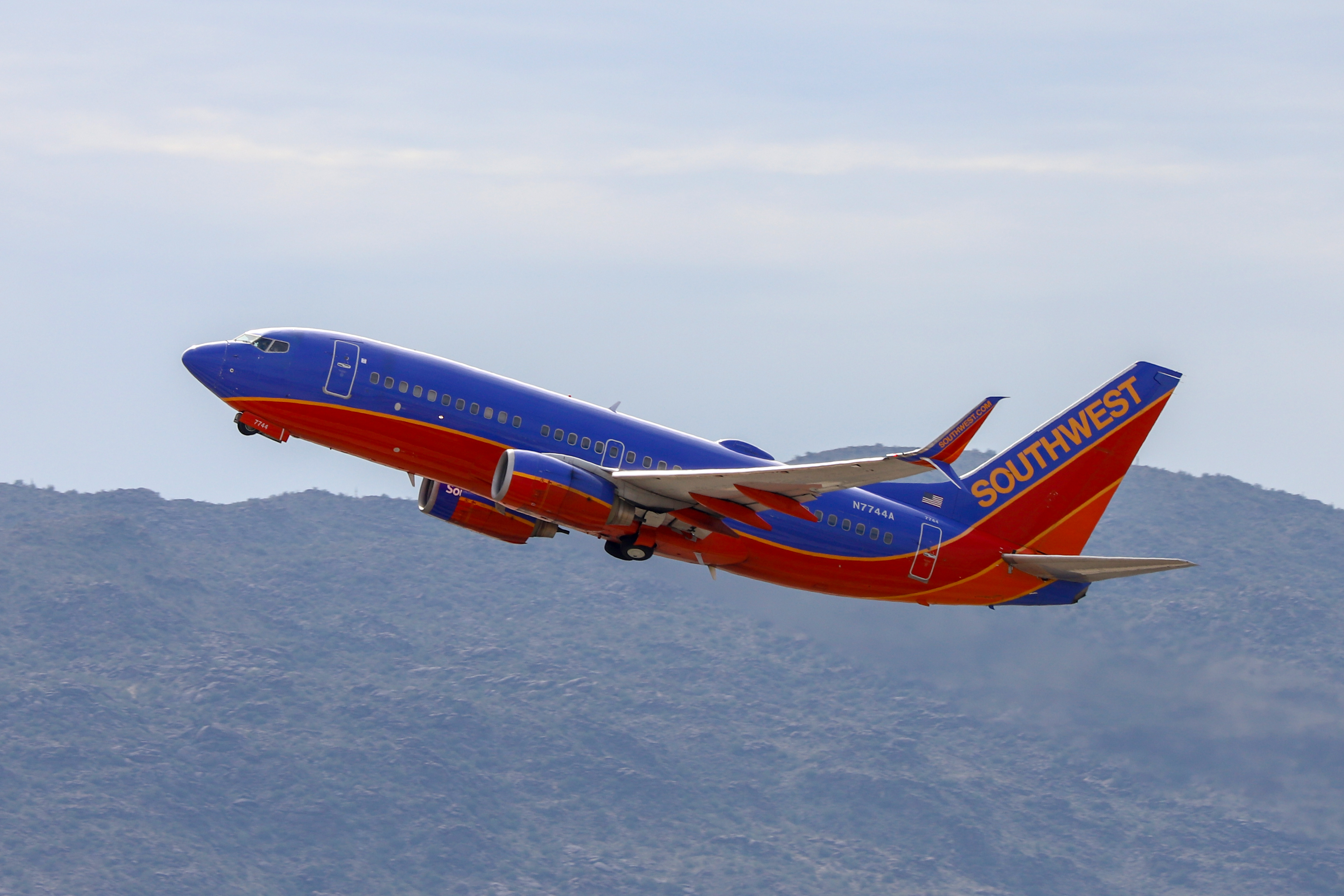
Um 737-700 da Southwest decolando do Aeroporto Internacional de Phoenix Sky Harbor

A Southwest Airlines operou apenas modelos de jatos Boeing 737, exceto por um período de 1979 a 1987, quando alugou e operou vários Boeing 727-200 da Braniff International Airways. A Southwest é a maior operadora de Boeing 737 em todo o mundo, com 737 em sua frota.
A frota da Southwest Airlines em Março de 2025 é de:
| Avião            | Quantidade | Encomendas |
| ---------------- | ---------- | ---------- |
| Boeing 737-700   | 342        |            |
| Boeing 737-800   | 203        |            |
| Boeing 737 MAX 7 |            | 300        |
| Boeing 737 MAX 8 | 254        | 187        |
| TOTAL            | 799        | 487        |